# ارگ ورشو
ارگ ورشو (به لهستانی:  Cytadela Warszawska) یک دژ در شهر ورشو است که در قرن نوزدهم میلادی به دستور تزار نیکلای یکم پس از سرکوب قیام نوامبر جهت تقویت نفوذ و سیطره روسیه بر شهر ورشو احداث شد. در قرن بیستم این ساختمان به زندان تغییر پیدا کرد و از سال ۱۹۶۳ میلادی به عنوان موزه شناخته شد.

## تاریخچه
ساختمان ارگ براساس ساختمان دژ آنتورپ در زمینی به مساحت ۳۶ هکتار شکل گرفت. برای ساخت این ساختمان ۷۶ ساختمان مسکونی تخریب شدند و ۱۵۰۰۰ نفر از مردم به اجبار کوچ داده شدند. عملیات عمرانی در ۳۱ مه ۱۸۳۲ بر روی یک صومعه تخریب شده آغاز گشت و در ۴ مه ۱۸۳۴ در هجدهمین سالگرد تولد ولیعهد الکساندر دوم به صورت رسمی پایان یافت اما در حقیقت تا سال ۱۸۷۴ عملیات عمرانی ادامه داشت. هزینه ساخت این مجموعه دفاعی ۱۱ میلیون روبل (۱۲۸ میلیون یورو کنونی) بود که تماماً توسط مردم شهر ورشو و بانک لهستان به عنوان مجازاتی برای قیام شکست خورده‌شان پرداخت شد.
در هنگام صلح ۵۰۰۰ سرباز روس همواره در درون ارگ حضور داشتند اما در سال ۱۸۶۳ و در هنگام قیام ژانویه ساختمان ارگ مجهز به ۵۵۵ توپ و ۱۶۰۰۰ سرباز بود که بر تمام شهر اشراف داشتند. با شروع سده بیستم میلادی دیگر مشخص بود که این استحکامات توانایی مقاومت در برابر جنگ افزارهای مدرن را ندارند و در سال ۱۹۱۳ فرمان تخریب ارگ صادر شد اما دو سال بعد در ۱۹۱۵ با عقب نشینی ارتش روسیه از ورشو، ساختمان ارگ به دست نیروهای آلمانی افتاد. در آن زمان نیروهای آلمانی اقدام به تخریب قسمت‌هایی از ارگ کردند اما قسمت اعظم آن دست نخورده ماند و پس از استقلال لهستان به دست ارتش لهستان افتاد.
طی ده‌های بعد از این مجموعه به عنوان پادگان ارتش استفاده میشد و طی جنگ جهانی دوم پادگانی از نیروهای آلمانی در آن قرار داشت که در هنگام قیام ورشو در سال ۱۹۴۴ مانع از اتصال نیروها شورشی در مرکز شهر با قسمت شمالی شهر شد. بعد از پایان جنگ جهانی دوم مالکیت این ساختمان به ارتش لهستان بازگشت.

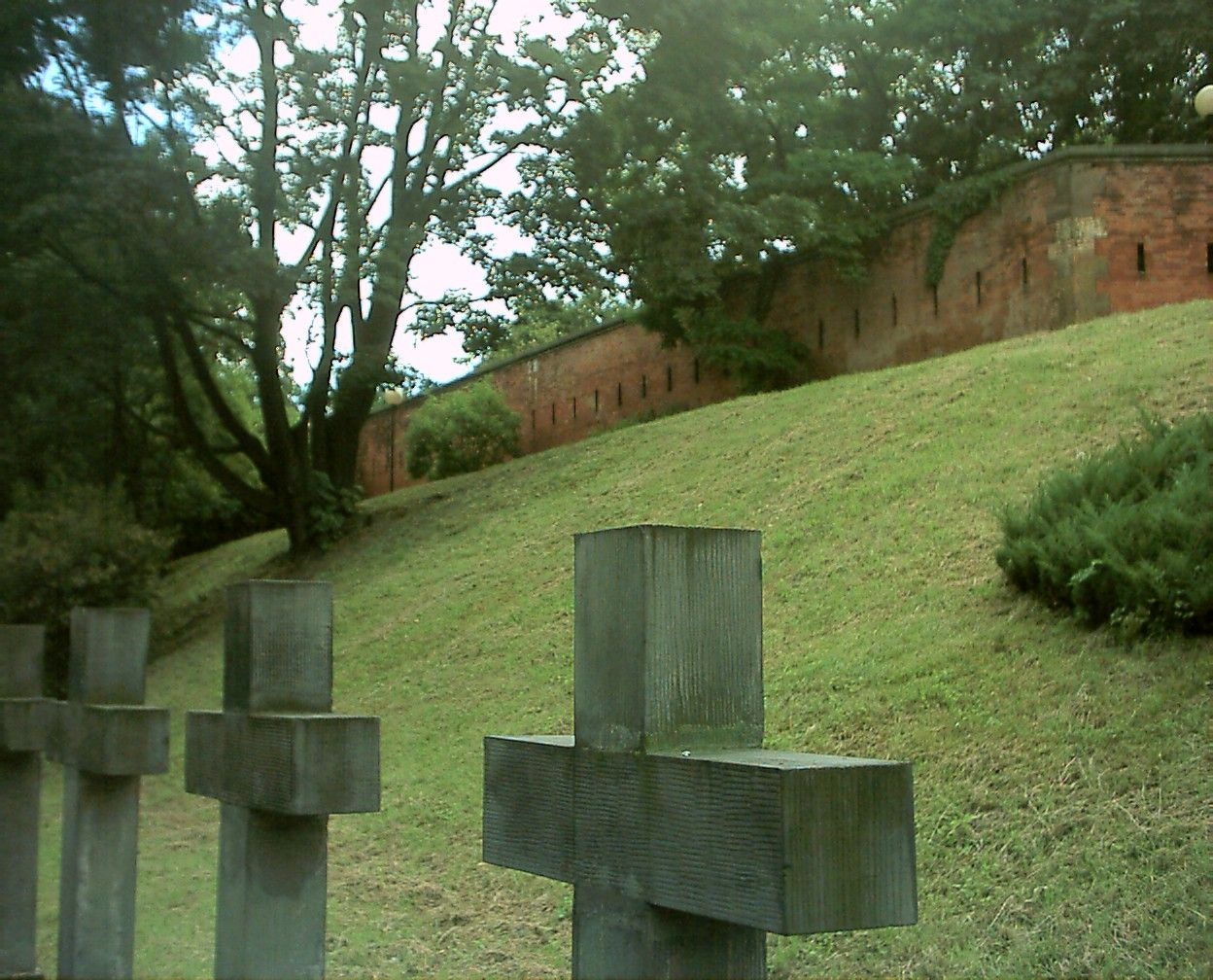
میدان اعدام

## زندانیان
در طی سال‌ها افراد زیادی در این ساختمان زندانی بودند که بعضی از نامورترین آن‌ها عبارتند از: فلیکس ژرژینسکی، آپولو کورزینوسکی، رزا لوکزامبورگ، یوزف پیلسودسکی و رومن دمووسکی